# 中国驻捷克大使馆
中华人民共和国驻捷克共和国大使馆（捷克語：Velvyslanectví Čínské lidové republiky v České republice），简称中国驻捷克大使馆，是中华人民共和国驻捷克共和国的外交代表机构。

## 机构设置
中国驻捷克大使馆设置下列机构：
- 经济商务处
- 领事部
- 传达室